# Artuur Peters
Artuur Peters (Hechtel-Eksel, 26 de octubre de 1996) es un deportista belga que compite en piragüismo en la modalidad de aguas tranquilas. Su hermana Hermien compite en el mismo deporte.
Ganó dos medallas en el Campeonato Europeo de Piragüismo, en los años 2021 y 2022, ambas en la prueba de K1 1000 m.

## Palmarés internacional
| Campeonato Europeo | Campeonato Europeo | Campeonato Europeo | Campeonato Europeo |
| Año                | Lugar              | Medalla            | Competición        |
| ------------------ | ------------------ | ------------------ | ------------------ |
| 2021               | Poznań (Polonia)   | Medalla de bronce  | K1 1000 m          |
| 2022               | Múnich (Alemania)  | Medalla de bronce  | K1 1000 m          |